# إبراهيم عوض
إبراهيم عوض (ولد في كتامة الغابة 6 يناير 1948م- ) كاتب وناقد ومترجم مصري، صدر له كثير من المؤلفات الأدبية والفكرية، منها: كتاب (لتحيا اللغة العربية يعيش سيبويه).

## التعليم
- حاصل على الدكتوراة من جامعة أوكسفورد عام 1982م.[4]

## الإصدارات

### المؤلفات
| الكتاب                                                                           | التاريخ | ملاحظات    |
| -------------------------------------------------------------------------------- | ------- | ---------- |
| سورة النورين التي يزعم فريق من الشيعة أنها من القرآن الكريم                      | - - -   |            |
| معركة الشعر الجاهلي بين الرافعى وطه حسين                                         | 1987    | [ 5 ]      |
| المتنبي: دراسة جديدة لحياته وشخصيته                                              | 1987    |            |
| لغة المتنبي: دراسة تحليلية                                                       | 1987    |            |
| فصول من النقد القصصي                                                             | 1987    |            |
| النزعة النصرانية في قاموس المنجد                                                 | 1991    |            |
| ماذا بعد إعلان سلمان رشدي توبته؟ دراسة فنية وموضوعية للآيات الشيطانية            | 1991    |            |
| سورة طه: دراسة لغوية وأسلوبية مقارنة                                             | 1993    |            |
| عنترة بن شداد قضايا إنسانية وفنية                                                | 1996    |            |
| افتراءات الكاتبة البنجلاديشية تسليمة نسرين على الإسلام والمسلمين                 | 1996    | [ 6 ]      |
| مصدر القرآن: دراسة لشبهات المستشرقين والمبشرين حول الوحي المحمدي                 | 1997    | [ 7 ]      |
| النابغة الجعدي وشعره                                                             | 1998    |            |
| نقد القصة في مصر من بداياته حتى 1980م                                            | 1998    |            |
| محمد حسين هيكل أديباً وناقداً ومفكراً إسلامياً                                       | 1998    |            |
| مع الجاحظ في رسالة "الرد على النصارى"                                            | 1999    |            |
| كاتب من جيل العمالقة: محمد لطفي جمعة                                             | 1999    |            |
| المرايا المشوهه: دراسة حول الشعر العربي في ضوء الإتجاهات النقدية الجديدة         | 1999    |            |
| من ذخائر المكتبة العربية                                                         | 2000    |            |
| لكن محمداً لا بواكي له                                                            | 2001    | طبعة ثانية |
| محمد لطفي جمعة وجيمس جويس                                                        | 2001    |            |
| إبطال القنبلة النووية الملقاة على السيرة النبوية                                 | 2002    |            |
| المستشرقون والقرآن: دراسة لترجمات نفر من المستشرقين الفرنسيين للقرآن وآرائهم فيه | 2003    |            |
| دفاع عن النحو والفصحى: الدعوة إلى العامية تطل برأسها من جديد                     | 2003    | [ 9 ]      |
| لتحيا اللغة العربية يعيش سيبويه                                                  | 2005    | [ 10 ]     |
| مدخل الى الأدب العربي لهاملتون جب قراءة نقدية مع النص الإنجليزي                  | 2008    | [ 11 ]     |
| ست روايات مثيرة للجدل                                                            | 2015    |            |
| حلمي القاعود روائيًا                                                              | 2020    | [ 12 ]     |

### الترجمات
| الكتاب                                               | المؤلف              | التاريخ | ملاحظات              |
| ---------------------------------------------------- | ------------------- | ------- | -------------------- |
| المتنبي بإزاء القرن الإسماعيلي في تاريخ الإسلام      | لويس ماسينيون       | 1988    |                      |
| السجع في القرآن                                      | ديفين ج ستيوارت     | 1995    | [ 13 ]               |
| جمال الدين الأفغاني: مراسلات ووثائق لم تنشر من قبل   | ترجمة عن الفرنسية   | - - -   |                      |
| أصول الشعر العربي                                    | ديفيد صمويل مرجليوث | 2006    | ترجمة عن الإنجليزية. |
| نظرة على فن الكتابة عند العرب في القرن الثالث الهجري | زكي مبارك           | 2006    |                      |